# Recovery
Recovery är titeln på studioalbumet av den amerikanska rapparen Eminem. Skivan var planerad att släppas 22 juni 2010, men redan 21 juni kunde albumet köpas. Albumet hade arbetstiteln Relapse 2 till en början, men ändrades till Recovery.
Albumet bekräftades under en presskonferens av Eminems skivbolag den 5 mars 2009 och var menat att bli en uppföljare till Relapse.

## Bakgrund
Han valde att inte kalla skivan Relapse 2 utan Recovery för att eftersom musiken på nya albumet har ett annat sound än den föregående. Han arbetade med producenter som DJ Khalil, Just Blaze, Jim Jonsin och Boi-1da (som producerade Drake's hit-samarbete "Forever" med Eminem, Kanye West och Lil Wayne föregående år).

## Låtlista
| Nr   | Titel                   | Gästartist(er) | Producent(er)   |
| ---- | ----------------------- | -------------- | --------------- |
| 1    | "Cold Wind Blows"       |                | Just Blaze      |
| 2    | "Talkin' 2 Myself"      | Kobe           | DJ Khalil       |
| 3    | "On Fire"               |                | Mr. Porter      |
| 4    | "Won't Back Down"       | P!NK           | DJ Khalil       |
| 5    | "W.T.P"                 |                | Supa Dups       |
| 6    | "Going Through Changes" |                | Emile Haynie    |
| 7    | "Not Afraid"            |                | Boi 1da         |
| 8    | "Seduction"             |                | Boi 1da         |
| 9    | "No Love"               | Lil Wayne      | Just Blaze      |
| 10   | "Space Bound"           |                | Jim Jonsin      |
| 11   | "Cinderella Man"        |                | Script Shepherd |
| 12   | "25 to Life"            |                | DJ Khalil       |
| 13   | "So Bad"                |                | Dr. Dre         |
| 14   | "Almost Famous"         |                | DJ Khalil       |
| 15   | "Love The Way You Lie"  | Rihanna        | Alex Da Kid     |
| 16   | "You're Never Over"     |                | Just Blaze      |
| 16.5 | "Untitled"              |                | Mike Strange    |

### Recovery Bonus Tracks
| Titel         | Gästartist(er)                  |
| ------------- | ------------------------------- |
| "Untitled"    |                                 |
| "Ridaz"       |                                 |
| "Session One" | Eminem Featuring Slaughterhouse |